# روزاريو بوردن
روزاريو بوردن هو ملحن كندي، ولد في 6 مارس 1885 في لونغوي في كندا، وتوفي في 24 أبريل 1961.

## وصلات خارجية
- روزاريو بوردن على موقع IMDb (الإنجليزية)
- روزاريو بوردن على موقع ميوزك برينز (الإنجليزية)
- روزاريو بوردن على موقع ديسكوغز (الإنجليزية)
- روزاريو بوردن على موقع قاعدة بيانات الفيلم (الإنجليزية)